# 平松俊紀
平松 俊紀（ひらまつ としのり、1979年4月15日 - ）は、日本のギタリスト。
音系同人としての楽曲制作、アレンジ、商業作品への参加などの活動をしている。埼玉最終兵器と組んで活動することも多い。作る曲のジャンルは主にHR/HM。テクニックと親しみやすさを併せ持つプレイスタイル。愛器はギブソンフライングV。ジャパメタに非常に強い影響を受けており、ANTHEM、筋肉少女帯、聖飢魔IIのファンであることをサイトや音声ブログで表明している。

## 参加作品
- DECEITFUL WINGS - 2005年10月19日 / KDSD-10011
- RED LUCIFER RISING - 2006年8月23日 / KDSD-10017
- マナケミア〜学園の錬金術士たち〜 オリジナルサウンドトラック - 2007年5月30日 / KDSD-10025,26
- メルルのアトリエ～アーランドの錬金術師3～ オリジナルサウンドトラック ～- /KDSD1059,60,61